# 김미성 (가수)
김미성 (金美聲, 본명: 김청자, 1946년 8월 10일 ~ )은 대한민국의 가수다. 그녀는 2남 2녀 중 장녀로 태어났다. 쇼, 공연단을 따라다니던 때의 이름은 김미숙이었으며, 무용수 시절 코미디언 이순주도 같이 공연을 하기도 하였으며, 1970~1980년대 MBC 웃으면 복이와요 프로그램에서 한때 코미디언으로도 활동을 한적이 있다. 타미킴과 이혼 후, 37세의 나이에 고목나무로 유명한 가수 겸 작곡가 장욱조로부터 "아쉬움" 과 "꿈속의 거리"를 받았으며, 코미디언 서영춘으로부터 예명 김미성을 받고 가수 데뷔를 하였다.

## 음반 활동
- 1977년 : 아쉬움[3]
- 1978년 : 먼훗날[4]
- 1979년 : 잘가거라 연락선아[5]
- 1980년 : 가지말아요[6]
- 1983년 : 내 마음은 사철나무[7]
- 1984년 : 한국인(민요메들리)[8]
- 1986년 : 어디로 가십니까[9]
- 1987년 : 이별의 여울목에서[10]
- 1988년 : 으뜸나라 아름나라[11]
- 1989년 : 춘자의 러브스토리[12]
- 1990년 : 사랑하는 사람아 로 일본 킹 레코드사와 음반취입
- 1992년 : 오리지날 힛송 총결산집[13]
- 1999년 : 내멋에 사는 인생[14]
- 2000년 : 경의선 열차[15]
- 2002년 : 골든[16]
- 2003년 : 서울로 가는 소[17]
- 2004년 : 사랑은 김치맛이야[18]
- 2006년 : 깊은 정[19]
- 2009년 : 골든베스트[20]
- 2012년 : 당신은 누구신가요[21]
- 2014년 : 만나러 갑니다[22]
- 2021년 : 김미성 트롯라이브 (2021 Ver.)[23]